# Eugène von Stedingk (bankman)
Eugène Fredrik Christer von Stedingk, född den 1 juni 1896 i Stockholm, död där den 30 augusti 1947, var en svensk friherre och bankdirektör. Han var son till Måns von Stedingk och i sitt andra äktenskap måg till Charles d'Otrante.
von Stedingk avlade kansliexamen i Uppsala 1923. Han var affärsanställd i Hamburg 1919 och i Hambros bank i London 1929, anställd i Uplands enskilda bank 1920, revisor där 1923–1926, föreståndare för dess kontor i Ludvika 1926–1931, verkställande direktör för dess kontor i Sundsvall 1931–1932, biträdande direktör vid Svenska handelsbankens kontor i Gävle 1932–1935, i Stockholm 1935–1941 samt direktör vid huvudkontoret i Stockholm och medlem i Svenska handelsbankens direktion från 1941. von Stedingk var stadsfullmäktig, som representant för högern, i Ludvika 1930–1931. Han vilar på Norra begravningsplatsen utanför Stockholm.